# プロセス制御
プロセス制御（プロセスせいぎょ、英語：process control）は、特に化学プラントや電力プラントなどのプロセス系と呼ばれるシステムを対象とした制御（技術）を指す。
他の生産活動と同様に、プラント産業では供給された原料をもとにより高価値（有用）な製品を得ることを目的とするが、目的の製品・品質・生産量の実現やプラントの安定化・安全には流量（Flow）・温度（Temperature）・圧力（Pressure）などの運転条件の調節が必要であり、プラント産業においてプロセス制御は不可欠である。
プロセス制御における全制御ループの7割以上はPI制御もしくはPID制御で占められているといわれるが、近年ではモデル予測制御などの高度制御の導入も盛んである。
なお部品加工や組立などの物理的な工程に関する制御は、通常「プロセス制御」と呼ばない。

## プロセス制御の略史
かつてプロセスの制御は運転条件の計測値をもとに人の手によってバルブなどの操作端を操作するなどして行われていた。しかし長期間にわたって手動で運転を継続することは多くの人員を必要とする過酷な労働であり、また運転精度も悪かった。
マイノースキー（Minorsky）により発表されたPID制御の原理（1922年）をもとに1936年に空気式PID調節器が作り出されて以来、プロセス制御（プロセス運転）の自動化が進んでいった。やがて効率化・安定化のためにプラントの計装システムを一か所に集中させた中央計器室が登場するが、信号伝送の媒体には空気圧信号が使われていたため伝送距離・小型化への制約が大きかった。プラントが大型化すると、伝送距離・小型化に制約の大きい空気圧信号から電気信号を媒体とする電子式計器へ移行していった。
その後コンピュータによる制御が登場するが、当初はその価格や信頼性のためにごく一部への導入にとどまった。
マイクロプロセッサの登場とその後の急速な進歩により、8ループから32ループごとにマイクロプロセッサを持つ分散型制御システム（DCS：Distributed Control System）が開発されると、単価の低減と信頼性が確保されコンピュータ制御の導入が進んだ。1975年に発表されたDCSは、その後20年以上にわたって計装システムの一翼を担っている。

## プロセスの制御系設計における問題点
- 制御系設計に必要なモデルの構築が困難
- 非線形特性を有する
- 時間によるプロセスの特性が変化する
- 多様な外乱が入ってくる